# 小川武志
小川 武志（おがわ たけし、1979年7月9日 - ）は、神奈川県出身の、日本の柔道選手である。階級は60kg級。身長164cm。組み手は右組み。得意技は背負投。

## 経歴
柔道は5歳の時に小川道場で始めた。藤ヶ岡中学から日大藤沢高校へ進むと、3年の時にインターハイ軽量級で優勝を飾った。日体大へ進学すると、2年から3年連続して体重別団体で3位となった。3年の時には正力杯の決勝で国士舘大学4年の内柴正人に敗れるも2位となった。講道館杯では3位に入った。4年の時には正力杯で3位だった。2002年には了徳寺学園の所属となると、2003年には嘉納杯で優勝した。さらに、ユニバーシアードでも優勝を果たした。2005年からは実業個人選手権で6連覇を達成した。講道館杯では2005年から2年続けて2位にとどまったが、2007年には優勝を果たした。2013年には了徳寺学園を退職して小川接骨院の所属となった。また、女子柔道強化選手への暴力問題により一新された女子代表チームのコーチを2年近く務めた。その後は東京大学柔道部のコーチにも就いた。

## 戦績
- 1997年 -　インターハイ　優勝
- 1999年 -　体重別団体　3位
- 2000年 -　イギリス国際 優勝
- 2000年 -　正力杯　2位
- 2000年 -　体重別団体　3位
- 2000年 -　講道館杯　3位
- 2001年 -　正力杯　3位
- 2001年 -　体重別団体　3位
- 2002年 -　イタリア国際 3位
- 2002年 -　オランダ国際 3位
- 2002年 -　ドイツオープン　優勝
- 2003年 - 嘉納杯　優勝
- 2003年 -　ユニバーシアード　優勝
- 2003年 -　モナコ国際　3位
- 2005年 -　2010年　実業個人選手権　6連覇
- 2005年 -　環太平洋柔道選手権大会　優勝
- 2005年 -　講道館杯　2位
- 2006年 - 嘉納杯　3位
- 2006年 -　講道館杯　2位
- 2007年 -　講道館杯　優勝
- 2008年 -　韓国国際　3位
- 2011年 -　実業個人選手権　3位
- 2012年 -　実業個人選手権　2位

(出典、JudoInside.com)。